# Гливицький замок
Гливицький замок П'ястів (пол. Zamek Piastowski w Gliwicach) — замок, розташований у центрі міста Гливиць Сілезького воєводства у Польщі.

## Історія
Замок споруджено разом з оборонними мурами в середині XIV століття у вигляді двох з'єднаних між собою веж.
У 1561 році новий власник замку Фредерік фон Зетріц розширив його, поєднавши оригінальний готичний стиль замку з пізнішим ренесансним.
Протягом наступних століть будівля виконувала різні функції. Вона була арсеналом, в'язницею і навіть фільварком.
До періоду Другої світової війни, замок був відомий як «Двір Цетріца» (нім. Zetritzhof).
Після 1945 року почала використовуватися назва «замочок», а у 1983 році — «Замок П'ястів». У 1959 році замок було ретельно відреставровано, після чого він став частиною Гливицького музею. У 2005—2008 роках було здійснено ґрунтовну реновацію замку.

## Світлини

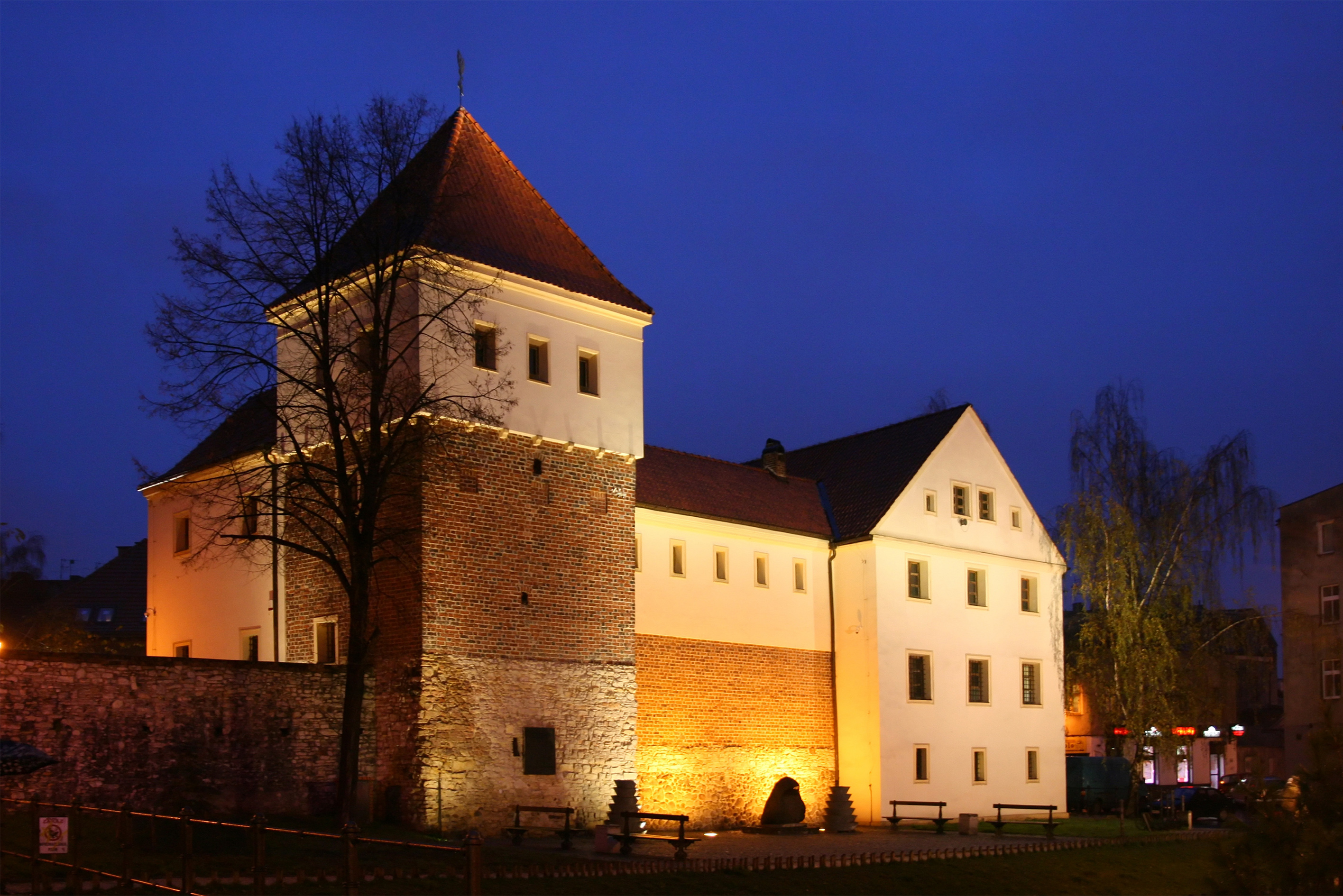
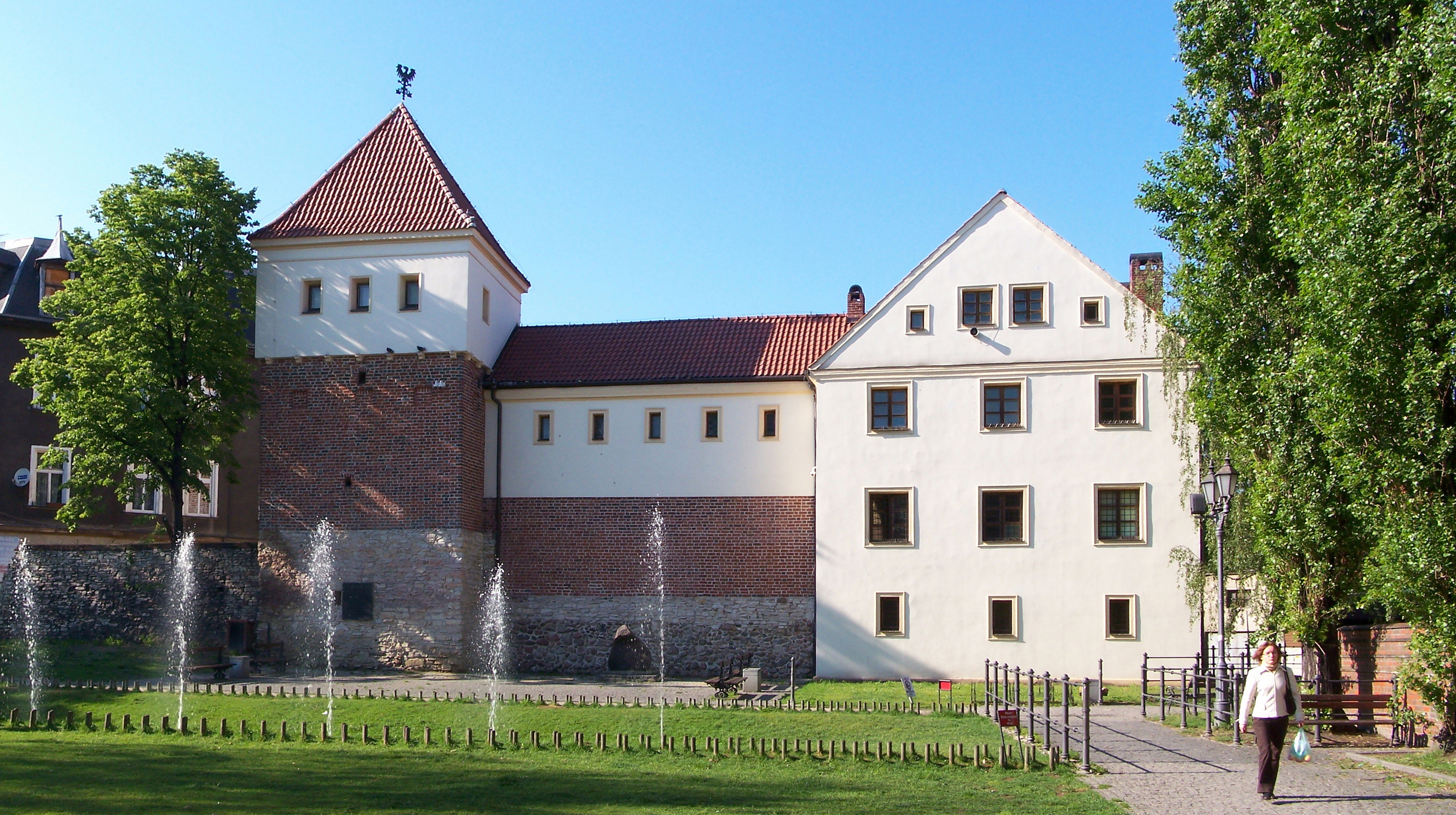
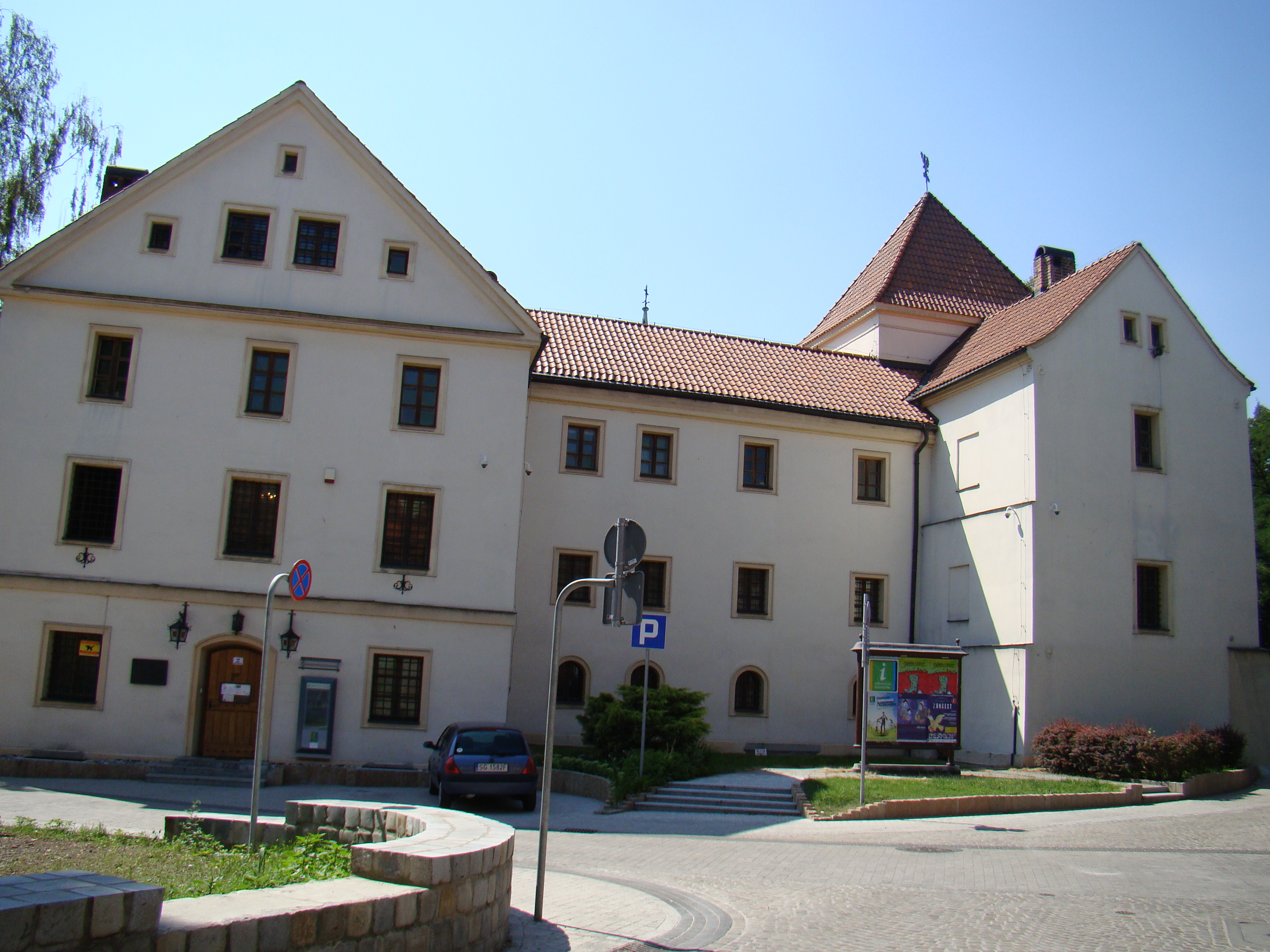